# Баб-ель-Сагір
33°30′16″ пн. ш. 36°18′13″ сх. д. / 33.504307° пн. ш. 36.303648° сх. д.

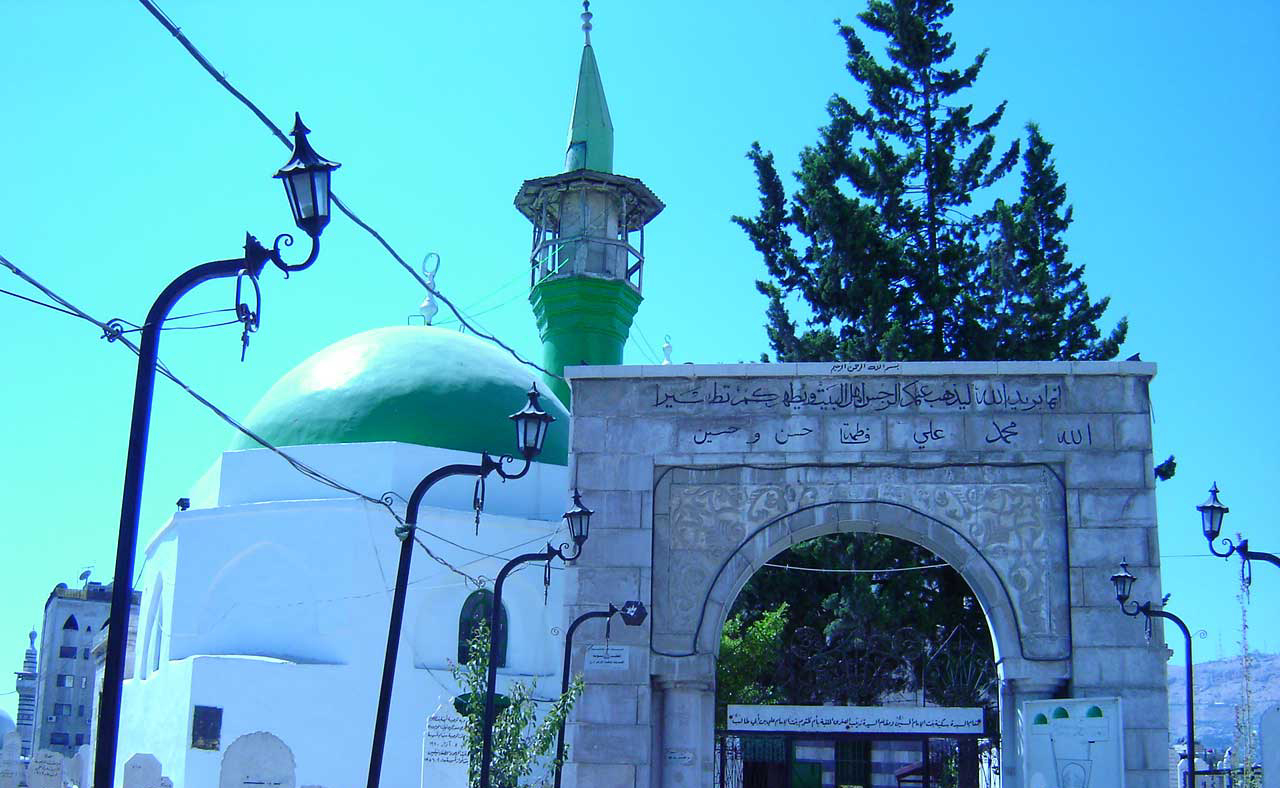
Баб-ель-Сагір

Баб-ель-Сагір («Малі ворота») — давній цвинтар у Дамаску, розташований за однойменними воротами, південніше мечеті Омеядів.

## Поховання
На цвинтарі поховано 2 дружини пророка Мухаммеда. Цвинтар має велике значення для шиїтів, адже саме тут поховані полеглі в битві при Кербелі.
- Умм Култум, дочка Алі та Фатіми.
- Білал ібн Рабах, сподвижник Мухамеда.
- Сукайна, дочка імама, Хусейна ібн Алі.
- Фідха, покоївка Фатіми (дочки Мухамеда).
- Абдула, син четвертого імама Алі ібн Хусейна.
- Маймууна, дочка другого імама, Хасана ібн Алі.
- Асма бінт умайс, дружина Джафара ібн Абу Таліба, двоюрідного брата Мухамеда.
- Хамееда, дочка Муслім ібн Аквел.
- Камайд бін Асвад аль-Кінді, сподвижник Алі.
- Абдулла бін Умм Мактум, муедзин.